# Ministre d'Arts, Patrimoni i Gaeltacht

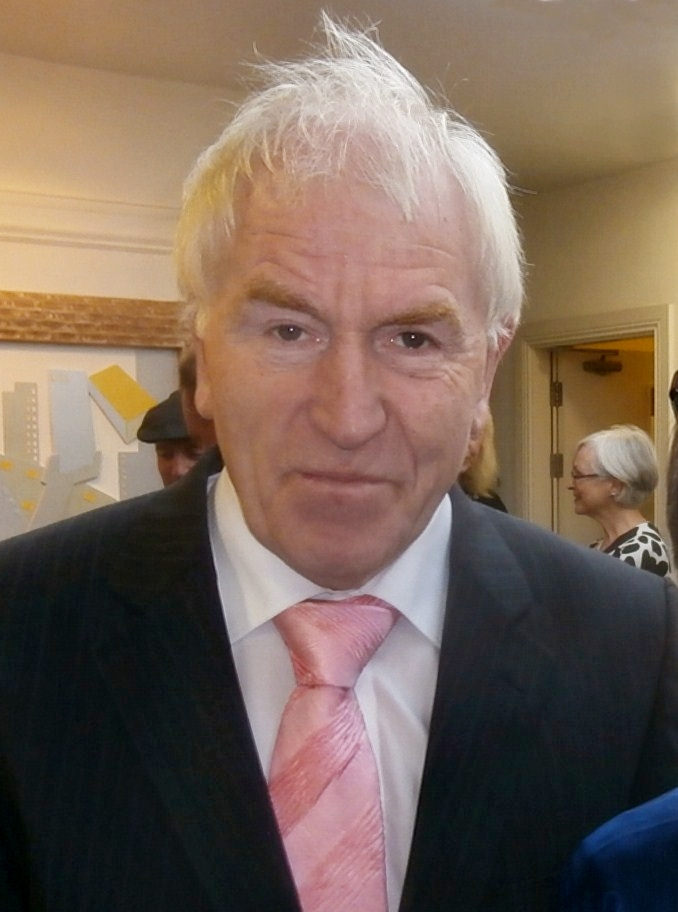
Jimmy Deenihan, actual ministre

El Ministre d'Arts, Patrimoni i Gaeltacht (gaèlic irlandès An tAire Ealaíon, Oidhreachta agus Gaeltachta) és el ministre principal al Departament d'Arts, Patrimoni i Gaeltacht al Govern d'Irlanda.
El ministre actual és Jimmy Deenihan, TD. És assistit per:
- Dinny McGinley, TD – Ministre d'Estat per a afers Gaeltacht

## Descripció
El Ministre de Planificació i Desenvolupament Econòmic fou creat per la Ministers and Secretaries (Amendment) Act, 1977. El càrrec fou reanomenat Ministre d'Energia per l'ordre de 1980 i novament en 1993 canvià al títol a Ministre de Turisme i Comerç. Hi hagué molts més altres canvis de nom fins que l'actual li fou atorgat el 9 de març de 2011 amb una remodelació del Govern del 31è Dáil.

### Cultura
La creació d'un entorn que permeti florir les institucions culturals nacionals a través de la provisió de recursos financers i d'un marc polític adequat. Les institucions culturals nacionals són: Arxius Nacionals d'Irlanda, Nacional Concert Hall, Biblioteca Nacional d'Irlanda, Museu Nacional d'Irlanda, Biblioteca Chester Beatty, Museu Irlandès d'Art Modern i Galeria Nacional d'Irlanda.

### Arts
Formulació, desenvolupament i avaluació de polítiques i estructures per promoure i fomentar la pràctica i apreciació de les arts creatives i interpretatives i per fomentar el desenvolupament de la indústria cinematogràfica irlandesa, que permeti a les institucions culturals nacionals, com a elements integrants de la cultura nacional, preservar protegir i presentar per al benefici de les generacions presents i futures del patrimoni i dels béns culturals mobles irlandesos.

## Llista de ministres
| Ministre de Planificació Econòmica i Desenvolupament 1977–1980 |                            |                        |                        |        |                       |
| No.                                                            | Nom                        | Nomenament             | Destitució             | Partit | Partit                |
| 1.                                                             | Martin O'Donoghue          | 8 de juliol de 1977    | 11 de desembre de 1979 |        | Fianna Fáil           |
| 2.                                                             | Michael O'Kennedy          | 12 de desembre de 1979 | 21 de gener de 1980    |        | Fianna Fáil           |
| Ministre d'Energia 1980–1981                                   |                            |                        |                        |        |                       |
| No.                                                            | Nom                        | Nomenament             | Destitució             | Partit | Partit                |
|                                                                | Michael O'Kennedy          | 21 de gener de 1980    | 22 de gener de 1980    |        | Fianna Fáil           |
| 3.                                                             | George Colley              | 22 de gener de 1980    | 30 de juny de 1981     |        | Fianna Fáil           |
| 4.                                                             | Michael O'Leary            | 30 de juny de 1981     | 21 d'agost de 1981     |        | Labour Party          |
| Ministre d'Indústria i Energia 1981–1983                       |                            |                        |                        |        |                       |
| No.                                                            | Name                       | Nomenament             | Destitució             | Partit | Partit                |
|                                                                | Michael O'Leary            | 21 d'agost de 1981     | 9 de març de 1982      |        | Labour Party          |
| 5.                                                             | Albert Reynolds (1st time) | 9 de març de 1982      | 14 de desembre de 1982 |        | Fianna Fáil           |
| 6.                                                             | John Bruton                | 14 de desembre de 1982 | 13 de desembre de 1983 |        | Fine Gael             |
| 7.                                                             | Dick Spring                | 13 de desembre de 1983 | 17 de desembre de 1983 |        | Labour Party          |
| Ministre d'Energia 1983–1993                                   |                            |                        |                        |        |                       |
| No.                                                            | Nom                        | Nomenament             | Destitució             | Partit | Partit                |
|                                                                | Dick Spring                | 17 de desembre de 1983 | 20 de gener de 1987    |        | Labour Party          |
| 8.                                                             | Michael Noonan             | 20 de gener de 1987    | 10 de març de 1987     |        | Fine Gael             |
| 9.                                                             | Ray Burke                  | 10 de març de 1987     | 24 de novembre de 1988 |        | Fianna Fáil           |
| 10.                                                            | Michael Smith              | 24 de novembre de 1988 | 12 de juliol de 1989   |        | Fianna Fáil           |
| 11.                                                            | Bobby Molloy               | 12 de juliol de 1989   | 4 de novembre de 1992  |        | Progressive Democrats |
|                                                                | Albert Reynolds (2nd time) | 4 de novembre de 1992  | 12 de gener de 1993    |        | Fianna Fáil           |
| 12.                                                            | Brian Cowen                | 12 de gener de 1993    | 22 de gener de 1993    |        | Fianna Fáil           |
| Ministre de Turisme i Comerç 1993–1997                         |                            |                        |                        |        |                       |
| No.                                                            | Nom                        | Nomenament             | Destitució             | Partit | Partit                |
| 13.                                                            | Charlie McCreevy           | 22 de gener de 1993    | 15 de desembre de 1994 |        | Fianna Fáil           |
| 14.                                                            | Enda Kenny                 | 15 de desembre de 1994 | 26 de juny de 1997     |        | Fine Gael             |
| 15.                                                            | Jim McDaid                 | 26 de juny de 1997     | 12 de juliol de 1997   |        | Fianna Fáil           |
| Ministre de Turisme, Esport i Esbarjo 1997–2002                |                            |                        |                        |        |                       |
| No.                                                            | Nom                        | Nomenament             | Destitució             | Partit | Partit                |
|                                                                | Jim McDaid                 | 12 de juliol de 1997   | 6 de juny de 2002      |        | Fianna Fáil           |
| Ministre d'Arts, Esport i Turisme 2002–2010                    |                            |                        |                        |        |                       |
| No.                                                            | Nom                        | Nomenament             | Destitució             | Partit | Partit                |
| 16.                                                            | John O'Donoghue            | 6 de juny de 2002      | 14 de juny de 2007     |        | Fianna Fáil           |
| 17.                                                            | Séamus Brennan             | 14 de juny de 2007     | 6 de maig de 2008      |        | Fianna Fáil           |
| 18.                                                            | Martin Cullen              | 7 de maig de 2008      | 23 de març de 2010     |        | Fianna Fáil           |
| Ministre de Turisme, Cultura i Esport 2010–2011                |                            |                        |                        |        |                       |
| No.                                                            | Nom                        | Nomenament             | Destitució             | Partit | Partit                |
| 19.                                                            | Mary Hanafin               | 23 de març de 2010     | 9 de març de 2011      |        | Fianna Fáil           |
| Ministre d'Arts, Patrimoni i Gaeltacht 2011–present            |                            |                        |                        |        |                       |
| No.                                                            | Nom                        | Nomenament             | Destitució             | Partit | Partit                |
| 20.                                                            | Jimmy Deenihan             | 9 de març de 2011      | En el càrrec           |        | Fine Gael             |